# تاب بیاور و زنده بمان
«تاب بیاور و زنده بمان» (انگلیسی: Endure and Survive) پنجمین قسمت از فصل اول مجموعه درام پسا-آخرالزمانی آمریکایی آخرین بازمانده از ما است. این قسمت که توسط کریگ مازن، یکی از سازندگان این مجموعه، نوشته و توسط جرمی وب کارگردانی شده است، در ۱۰ فوریه ۲۰۲۳ به صورت آنلاین در اچ‌بی‌او مکس و اچ‌بی‌او آن دیمند منتشر شد پیش از اینکه در ۱۲ فوریه از شبکه اچ‌بی‌او پخش شود. در این قسمت، جوئل (پدرو پاسکال) و الی (بلا رمزی) موافقت می‌کنند که همراه با هنری (لامار جانسون) و برادرش سم (کیوون مونترال وودارد) از کانزاس سیتی، میزوری فرار کنند. آنها توسط رهبر دزدان کاتلین (ملانی لینسکی) و دست راستش پری (جفری پیرس) تحت تعقیب هستند.
فیلمبرداری این قسمت عمدتاً در آوریل ۲۰۲۲ انجام شد. یک دکور کامل در یک قطعه زمین خالی در مدت نه هفته ساخته شد تا در یک سکانس اکشن در این قسمت استفاده شود. این سکانس در طول چهار هفته فیلمبرداری شد و حدود ۷۰ بازیگر در آن حضور داشتند که لباس‌هایشان توسط ۷۰ هنرمند پروتز ساخته شده بود. «تاب بیاور و زنده بمان» موجودی به نام «بلوئتر» را معرفی کرد؛ موجودی جهش‌یافته که به‌طور قابل توجهی بزرگ‌تر و قوی‌تر از اکثر موجودات آلوده است. لباس این موجود با استفاده از پروتز ساخته شد و سپس با افکت‌های بصری برجسته‌تر شد.
این قسمت نقدهای مثبتی دریافت کرد و از نویسندگی، کارگردانی، فیلم‌برداری و بازیگری جانسون، وودارد، لینسکی و رمزی تمجید شد. این قسمت در مدت سه روز توسط ۱۱٫۶ میلیون بیننده تماشا شد. این قسمت در هفتاد و پنجمین جوایز امی هنرهای خلاق چندین نامزدی از جمله برای برای جانسون، لینسکی و وودارد دریافت کرد و تدوین‌گران تیموتی ای. گود و امیلی مندز جایزه تدوین برجسته را کسب کردند.